# Kelajno (córka Taumasa)
Kelajno (także Celaeno; gr. Κελαινώ Kelainṓ, łac. Celaeno) – w mitologii greckiej harpia.

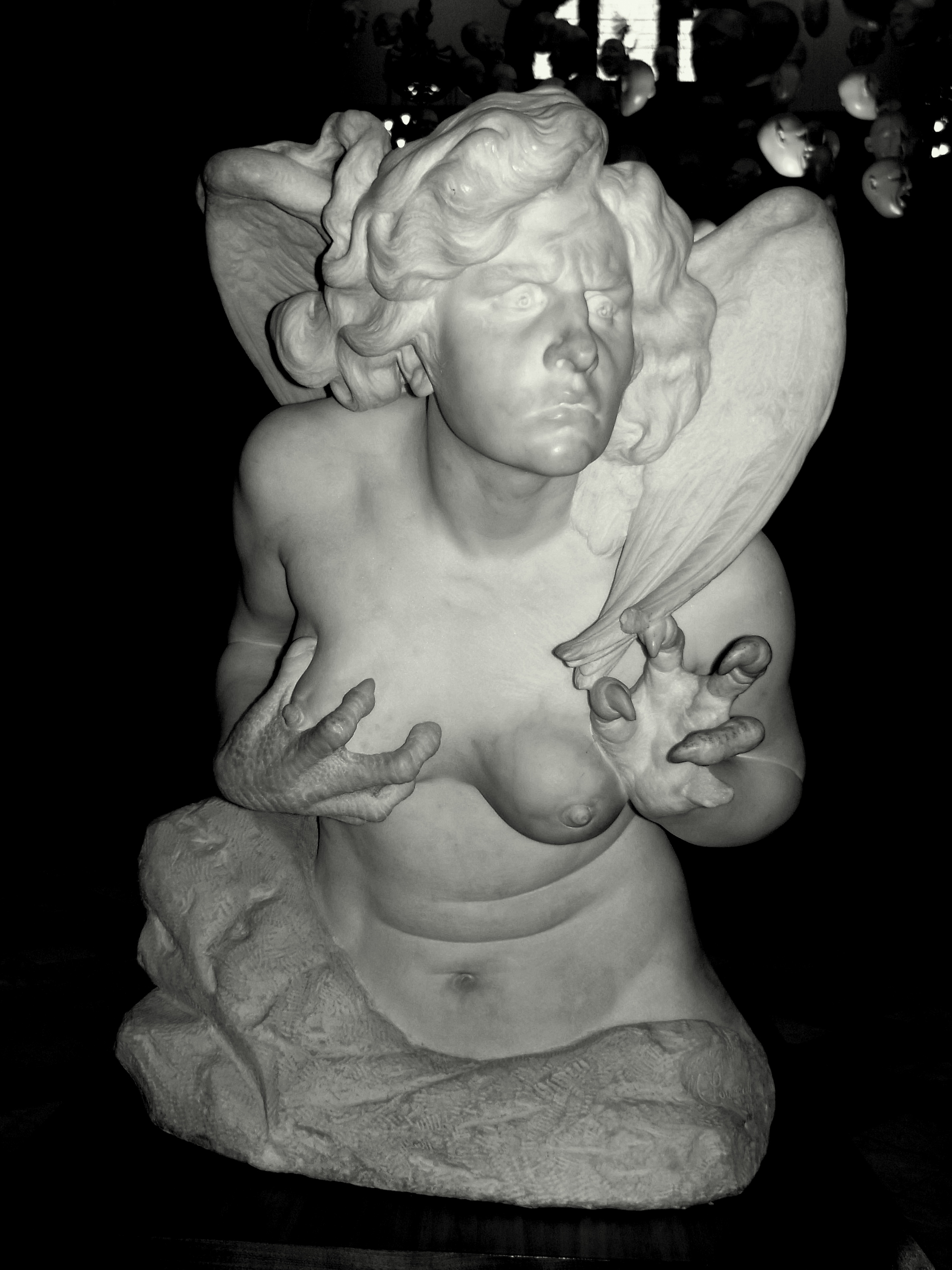
Glasgow. Kelvingrove Art Gallery and Museum. Mary Pownall - The Harpy Celaeno (Harpia Kelajno), 1902.

Uchodziła za córkę Taumasa i Okeanidy Elektry. Była harpią, którą napotkał Eneasz. Dała mu wróżbę jego nadchodzących podróży. Była jedną z trzech sióstr, z których każda reprezentowała inny aspekt wielkiej burzy. Jej imię oznacza ciemność lub mrok. Była opisana jako kochanka zachodniego wiatru, Zefira, która razem z nim spłodziła nieśmiertelne konie Achillesa – Baliosa i Ksantosa. Była także znana jako Podarge.
Harpia Kelajno (Celaeno) także pojawia się w niewoli podróżujących wiedźm Karnawału Północy, w klasycznej powieści fantasy Petera S. Beagle, Ostatni jednorożec.
W mitologii greckiej imię Kelajno (Celaeno) nosiły również następujące postacie: jedna z Plejad, jedna z Danaid – córka Danaosa i Crino, która poślubiła Hyperbiosa, syna Ajgyptosa i Hefastine oraz Amazonka, która została zabita przez Heraklesa gdy podejmował swą dziewiątą pracę.